# Bíňovce
Bíňovce (in ungherese Binóc, in tedesco Binowetz) è un comune della Slovacchia facente parte del distretto di Trnava, nella regione omonima.